# وزارة شؤون رئاسة الجمهورية (سوريا)
وزارة شؤون رئاسة الجمهورية هي وزارة في سوريا.

## مهام الوزارة
الإشراف على عمل المديريات المركزية والجهات التابعة للوزارة الآتية :
1ـ مديرية التنمية الإدارية ـ دائرة التخطيط ـ دائرة إدارة الموارد البشرية
2ـ مديرية الشؤون الفنية والمباني وتتضمن ـ دائرة الشؤون الفنية ـ دائرة الآليات ـ المباني

## مهام الوزير
وحدد المرسوم مهامه واختصاصاته بالصلاحيات الموكلة لمعاون الوزير بمقتضى القوانين والأنظمة، والتوقيع على المعاملات والمراسلات الصادرة عن الوزارة التي تتعلق بأمور المديريات التابعة إليه وفق القوانين والأنظمة النافذة ما عدا : (المراسلات الموجهة إلى رئاسة الوزراء، ومجلس الشعب، والوزراء، إضافة إلى القرارات التي توجب القوانين والأنظمة إصدارها من الوزير، أيضاً البلاغات التابعة للوزارة.
ويوكل اليه متابعة عمل المديريات المشرف عليها ووضع المعايير الكفيلة بتحسين الأداء فيها، والتأشير على المعاملات التي تعود صلاحيات البث فيها إلى الوزير بمقتضى القوانين والأنظمة النافذة، وأيضاً التأشير على مشاريع القرارات والمعاملات والعقود المتعلقة بمهامه التي تقتضي القوانين والأنظمة النافذة إصدارها من الوزير بالذات، إضافة ً إلى الإشراف على إعداد الخطط والبرامج التفصيلية لتنفيذ مهام وأعمال الوزارة في مجال اختصاصه ومتابعة ومراقبة ذلك ووضع المقترحات اللازمة لضمان حسن التنفيذ والالتزام، ومن مهامه أضاً تقييم الأعمال والنشاطات المتعلقة في مجال عمله في الوزارة ورفع المقترحات والتوصيات اللازمة لتحسين وتطوير العمل والأداء إلى الوزير، بالإضافة إلى كل ما يكلفه أو يفوضه به الوزير أو يعهد إليه من أعمال أخرى